# Talbach (Ablach, Göggingen)
Der Talbach, einst Thalbach geschrieben (1871 und 1878), ist ein rund ein Kilometer langer orographisch rechter Nebenfluss der Ablach und, über diese, ein Nebenfluss der Donau. Sein Quellgebiet liegt südlich von Göggingen, einem Ortsteil der Gemeinde Krauchenwies, im Gewann „Tal“. Von der Talbachquelle bei 617 m ü. NN fließt er in nördliche Richtung zunächst an Wohngebieten vorbei und später Dorfbach genannt durch den Ort, um noch innerhalb des bebauten Gebietes auf 587 m ü. NN in die Ablach zu münden.

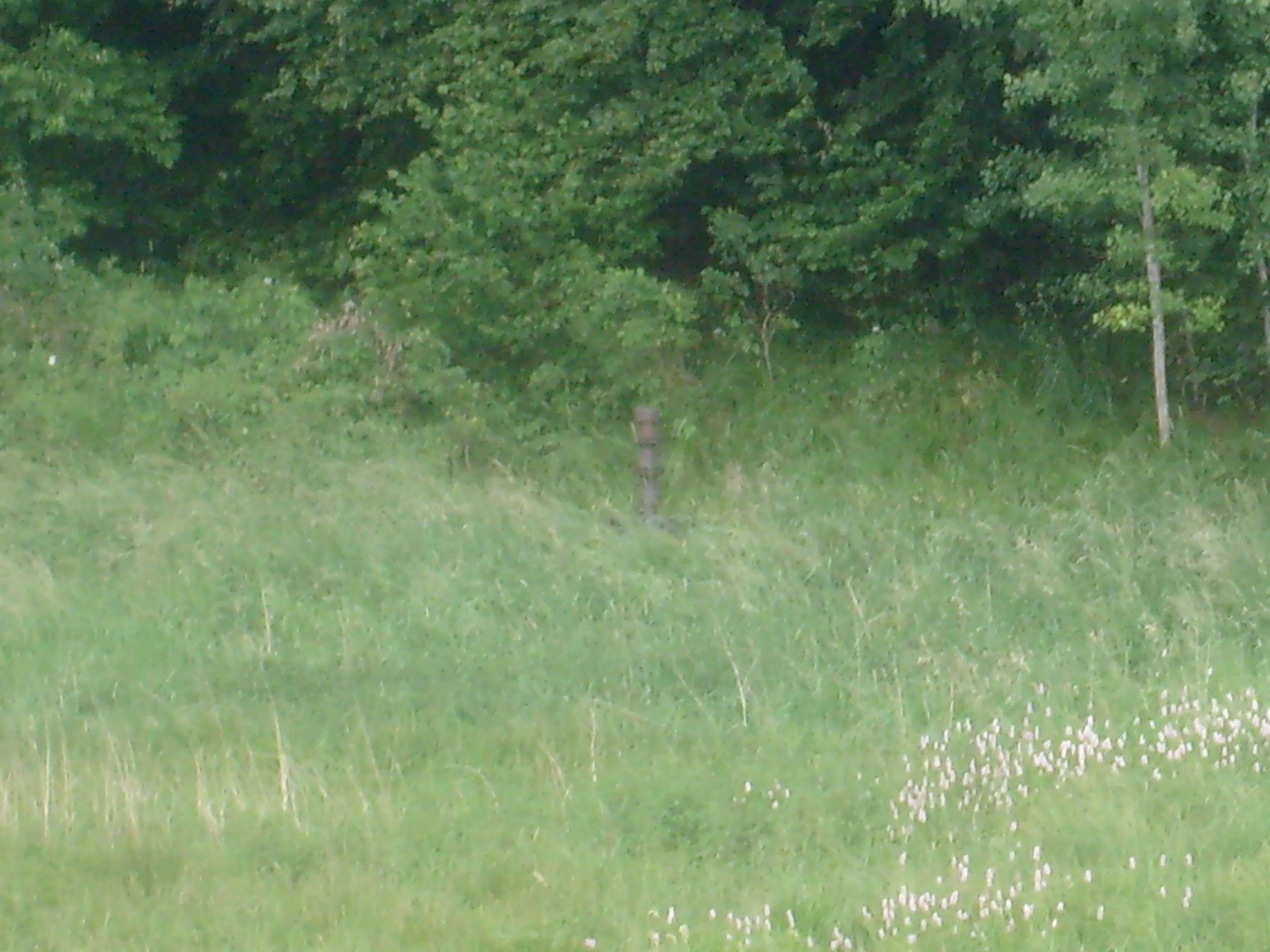
Quellfassung der Talbachquelle für die Wasserleitung Göggingen von 1925

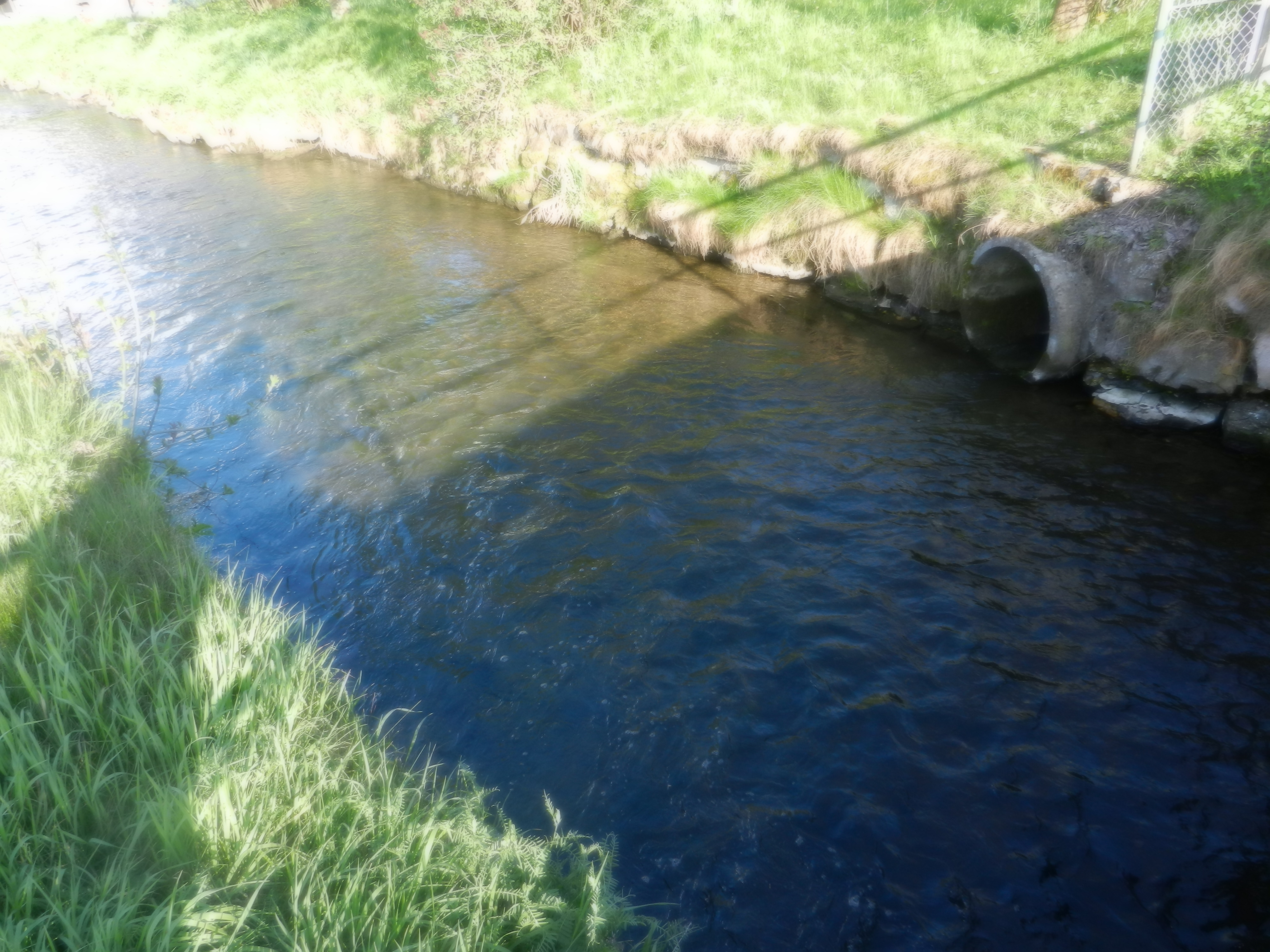
Verdolte Mündung des Talbachs in den Triebwerkskanal rechts der Ablach

Der Talbachquelle hat ihr Einzugsgebiet weiter südlich im Gewann „Koppenteich“ („im Koppetey“ 1611), einem flach abfallenden Einschnitt in einer Moränenlandschaft der Riß-Kaltzeit. Anders als es der Namen vermuten lässt, steht der Wortteil Teich nicht für das gleichlautende Stillgewässer, sondern im Schwäbischen für jede Vertiefung im Gelände, ohne dass unbedingt Wasser vorhanden ist. Koppen steht möglicherweise für den Namen des Feldeigentümers Kopp. Nach Durchdringen einer schwach ausgebildeten Humusschicht durchlaufen hier die Niederschläge als Sickerwasser eine wasserdurchlässige Schicht von Pfohsand, um alsbald auf eine wasserundurchlässige Lehmschicht zu treffen. Eine überlagernde Kiesschicht mit eingesprengter Nagelfluh führt das Wasser bis ins Gewann „Tal“, wo er in mehreren kleinen und großen Quellen wieder an die Oberfläche tritt.
Der Talbach wurde bis 1951 als offener Dorfbach durch den Ort geführt, wo sein Wasser zwei Brunnen speiste. Nach seiner Verdolung im Mittel- und Unterlauf verläuft heute nur der Oberlauf ab der Quelle oberirdisch.
Im Jahr 1925 wurde das Wasser des Talbachs im Gewann „Tal“ (47° 59′ 53,4″ N, 9° 11′ 50,1″ O) für die Wasserversorgung der damals selbständigen Gemeinde Göggingen durch den Bau einer Brunnenstube gefasst. 1939 wurde an der Straße „An der Lehr“ ein Wasserbehälter gebaut und mit Wasser aus dieser Fassung gespeist. In den 1960er Jahren wurde die Leitung in ihrem Querschnitt vergrößert. Die Wasserfassung betrug in Zeiten mit wenig Wasserführung rund sieben Hektoliter.